# Point of View: U
Point of View: U è il primo EP del cantante sudcoreano Yugyeom, pubblicato il 17 giugno 2021.
Il 18 maggio 2022 è stato reso disponibile anche nel formato 33 giri, con quattro tracce sul lato A e tre sul lato B.

## Descrizione
Il 3 giugno 2021 la stampa riferisce l'imminente pubblicazione di una collaborazione tra Yugyeom e il collega Gray. Nei giorni successivi AOMG rende noti l'11 e il 17 come date di uscita, annunciando l'8 giugno che si tratterà di un extended play di sette tracce intitolato Point of View: U. Il disco vede la partecipazione degli artisti hip hop DeVita, Loco, Gray, Jay Park e Punchnello, con Gray produttore di cinque brani e Cha Cha Malone di due.
L'11 giugno esce il singolo I Want U Around e il relativo video musicale. L'EP esce invece il 17 giugno insieme al video musicale del brano apripista All Your Fault, e racconta delle emozioni e delle difficoltà di una storia d'amore esplorando diverse sfaccettature della musica R&B.
Point of View: U si apre con I Want U Around, descritto come un brano dal suono R&B con beat trap nel quale il cantante esprime il proprio desiderio per la persona amata. In Running Through The Rain, Yugyeom promette di esserci sempre, anche nei momenti duri; il brano mescola sintetizzatore, pop e R&B, con un bridge che, secondo NME, ricorda i Daft Punk degli ultimi anni Novanta-primi anni Duemila. All Your Fault parla di crepacuore, mentre All About U, che presenta un beat basato sull'EDM mescolato a bassi profondi, esprime quanto tutto ruoti attorno alla persona amata. In Love The Way confessa di non riuscire a fermare i propri sentimenti, mentre Falling In Love canta di come innamorarsi profondamente porti a voler tenere chi si ama nel proprio cuore per sempre. Chiude il disco il brano sentimentale When U Fall, con "sofisticate melodie di chitarra e una morbida strumentale al pianoforte".

## Accoglienza
| Recensione | Giudizio |
| ---------- | -------- |
| NME        |          |
| Rhythmer   |          |

Recensendo Point of View: U, Natasha Mulenga di NME l'ha definito "un'introduzione trionfante alla sua indipendenza musicale" "con cui esplora il suo talento in boccio liberandosi dai vincoli che derivano dall'essere un idol", dando al disco 4 stelle su 5. EnVi Magazine ha definito il disco "divino" e scritto che il fatto che Yugyeom fosse riuscito a creare musica in grado di emozionare desse prova della sua estensione come compositore, paroliere e interprete. Per Rolling Stone India è "una lettera d'amore sonora dedicata all'artista dotato che c'è in lui".
Kim Hyo-jin di Rhythmer ha valutato Point of View: U con 2,5 stelle su 5, trovando le tracce molto simili nei ritmi, nelle atmosfere e nei testi; d'altra parte ha apprezzato l'utilizzo da parte di Yugyeom del suo registro vocale più basso, "che dimostra il suo cambiamento e la sua crescita come solista".
Point of View: U è stato inserito da Rolling Stone India nella lista dei dieci migliori album coreani hip hop e R&B del 2021, mentre I Want You Around è figurata nella lista delle migliori dieci canzoni K-pop del 2021 stilata da Rolling Stone Korea.

## Tracce
1. I Want U Around (feat. DeVita) – 3:12 (Yugyeom, Gray, DeVita)
2. Running Through the Rain – 4:04 (testo: Yugyeom, Gray – musica: Yugyeom, Gray, Dax, Perro)
3. All Your Fault (feat. Gray) (네 잘못이야?, Ne jalmos-i-yaLR; lett. "È colpa tua") – 3:02 (Yugyeom, Gray)
4. All About U (feat. Loco) – 3:45 (testo: Yugyeom, Gray, Loco – musica: Yugyeom, Gray)
5. Love The Way (feat. Jay Park, Punchnello) – 3:02 (testo: Yugyeom, Jay Park, Punchnello – musica: Yugyeom, Cha Cha Malone, Jay Park)
6. Falling In Love – 3:24 (testo: Yugyeom – musica: Yugyeom, Cha Cha Malone, Singing Beetle, Adrian McKinnon)
7. When U Fall – 3:43 (Yugyeom, Gray)

Durata totale: 24:12

## Personale
- Yugyeom – voce, testi, musiche
- Gray – testi (tracce 1-4, 7), musiche (tracce 1-4, 7), arrangiamenti (tracce 1-4, 7), registrazione (tracce 1-4, 7), missaggio (tracce 1-4, 7), mastering (tracce 1-4, 7)
- DeVita – testi (traccia 1), musiche (traccia 1)
- Loco – testi (traccia 4), registrazione (traccia 4)
- Jay Park – testi (traccia 5), musiche (traccia 5)
- Punchnello – testi (traccia 5)
- Dax – musiche (traccia 2), arrangiamenti (traccia 2)
- Perro – musiche (traccia 2), arrangiamenti (traccia 2)
- Cha Cha Malone – musiche (tracce 5-6), arrangiamenti (tracce 5-6), registrazione (tracce 5-6), missaggio (tracce 5-6)
- Singing Beetle – musiche (traccia 5)
- Adrian McKinnon – musiche (traccia 5)
- Youn Gapyol – chitarra (traccia 3)
- Pinky – registrazione (tracce 1, 5)
- Kwon Namwoo – mastering (tracce 5-6)

## Successo commerciale
Dopo l'uscita, Point of View: U ha debuttato all'ottavo posto in Corea del Sud sulla Gaon Weekly Album Chart, mentre la traccia All Your Fault è entrata sulla Gaon Download Chart in posizione 15 e si è classificata alla 18 sulla Billboard World Digital Song Sales Chart. In quest'ultima classifica è entrata anche I Want U Around in seconda posizione. La settimana successiva il disco è salito in ottava posizione sulla Gaon Weekly Album Chart.
Point of View: U si è posizionato ventiduesimo sulla Gaon Monthly Album Chart di giugno 2021 con 38 813 copie vendute.
Su iTunes, I Want U Around è arrivata prima sulla Worldwide iTunes Song Chart in 36 Paesi.

## Classifiche
| Classifica (2021) | Posizione massima |
| ----------------- | ----------------- |
| Corea del Sud     | 8                 |